# Mycomya esox
Mycomya esox är en tvåvingeart som beskrevs av Vaisanen 1984. Mycomya esox ingår i släktet Mycomya och familjen svampmyggor. Inga underarter finns listade i Catalogue of Life.